# Karl zu Leiningen (1804-1856)

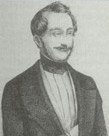
Karl zu Leiningen

Karl Friedrich Wilhelm Emich Fürst zu Leiningen (Amorbach, 12 september 1804 — Slot Waldleiningen, Mudau, 13 november 1856) was een Duits militair en politicus.

## Levensloop
Leiningen, telg uit het geslacht Zu Leiningen, was de zoon van vorst Emich Karel van Leiningen (1763-1814) en Victoria van Saksen-Coburg-Saalfeld (1786-1861). Zijn moeder hertrouwde na de dood van zijn vader met Edward van Kent en werd de moeder van de Britse koningin Victoria, Karls halfzus.
Leiningen volgde zijn vader in 1814 op als vorst, aanvankelijk onder regentschap van zijn moeder. Van 1821 tot 1823 studeerde hij bij Karl Friedrich Eichhorn rechten aan de Universiteit van Göttingen. Hij werd generaal-majoor in het leger van Baden en luitenant-generaal à la suite van de cavalerie in dienst van Beieren. Sinds 1818 was hij erfelijk lid van het Hogerhuis van Beieren, sinds 1820 ook van dat van Hessen-Darmstadt en sinds 1830 ook van het Badense. In 1842 stichtte hij de Mainzer Adelsverein, die emigratie van Duitsers naar Texas moest bevorderen. Van 1843 tot 1848 was hij president van het Beierse Hogerhuis, in welke functie hij zich liberaal gezind toonde.
Na het uitbreken van de Maartrevolutie (1848) stelde het Frankfurter Parlement hem aan als Rijksminister-president in de provisorische Rijksregering van aartshertog Johan. Als protestant bood hij tegenwicht tegen de katholieke aartshertog en zijn nauwe band met het Britse koningshuis zou de internationale erkenning van het Rijksbestuur ten goede kunnen komen. Naar aanleiding van het Verdrag van Malmö met Denemarken, waarin Pruisen het Frankfurter Parlement passeerde, trad hij een maand later echter al af. Hij stierf in 1856 aan een beroerte.

## Huwelijk en kinderen
Leiningen was van 1829 tot 1848 gehuwd met Maria Gräfin von Klebelsberg (1806-1880). Uit dit huwelijk werden twee kinderen geboren:
- Ernst Leopold Victor Carl August Joseph Emich (1830-1904), vorst van Leiningen, gehuwd met Maria van Baden (1834-1899), dochter van groothertog Leopold van Baden
- Eduard Friedrich Maximilian Johann (1833-1914)

- Gemeinsame Normdatei: 118998269
- Système universitaire de documentation: 144693763
- Virtual International Authority File: 69729855
- WorldCat: E39PCjt8VrfMj7prfJ3YRfytyq